# Карачинів
Карачи́нів — село в Україні, у Яворівському районі Львівської області. Населення становить 515 осіб. Орган місцевого самоврядування — Івано-Франківська селищна рада.
У податковому реєстрі 1515 року село документується як Крочанов (Kroczanow).
У радянський час до села була приєднана колишня німецька колонія Шенталь (перейменована на хутір Краснодолинський).
14 жовтня 2013 року в Карачинові освятили пам'ятник борцям за волю України, встановили на місці поховання вояків ОУН-УПА.
13 вересня 2017 року в Карачинові Святійший Патріарх Київський і всієї Руси-України Філарет відкрив і освятив пам'ятний знак Героям Небесної Сотні та Героям АТО.

## Населення

### Мова
Розподіл населення за рідною мовою за даними перепису 2001 року:
| Мова            | Кількість | Відсоток |
| --------------- | --------- | -------- |
| українська      | 513       | 99.62%   |
| російська       | 1         | 0.19%    |
| інші/не вказали | 1         | 0.19%    |
| Усього          | 515       | 100%     |

## Джерело
- Погода в селі Карачинів [Архівовано 21 грудня 2011 у Wayback Machine.]
- Karaczynów // Słownik geograficzny Królestwa Polskiego. — Warszawa : Druk «Wieku», 1882. — Т. III. — S. 828. (пол.).— S. 828—829. (пол.)